# George Lynch
Pour les articles homonymes, voir Lynch.
George Lynch (né le 28 septembre 1954) est un guitariste de rock américain et auteur-compositeur. Lynch est surtout connu pour son travail avec le groupe de heavy metal Dokken et son groupe Lynch Mob. Il est considéré comme l'un des guitaristes heavy metal les plus influents et les plus célèbres des années 1980. Reconnu pour son style de jeu et un son unique, il est classé #47 sur les « 100 plus grands guitaristes de tous les temps » par le magazine Guitar World et est également classé #10 sur les « 10 plus grands guitaristes heavy metal de tous les temps » par Gibson.

## Biographie
En 2013 Il fonde le groupe KXM avec Ray Luzier (Korn) et Doug Pinnick (King's X).
En 2018 il fonde le projet Dirty Shirley avec le jeune chanteur croate Dino Jelusic, premier vainqueur de l’Eurovision junior. Le groupe sort son album éponyme en 2020 sur le label italien Frontiers Records.

## Discographie

### Dokken
- Breaking the Chains (1983)
- Tooth and Nail (1984)
- Under Lock and Key (1985)
- Back for the Attack (1987)
- Beast from the East (1988)
- The Best of Dokken (1994)
- Dokken (1994)
- Dysfunctional (1995)
- One Live Night (1996)
- Shadowlife (1997)
- Japan Live '95 (2003)
- From Conception: Live 1981 (2007)
- Return to the East Live (2016)
- The Lost Songs: 1978 - 1981 (2020)

### Lynch Mob
- Wicked Sensation (1990)
- Lynch Mob (1992)
- Syzygy (1998)
- Smoke This (1999)
- Evil: Live (2003)
- REvolution (2003)
- REvolution: Live! (2006)
- Smoke and Mirrors (2009)
- Sound Mountain Sessions (2012)
- Unplugged: Live from Sugarhill Studios (2013)
- Sun Red Sun (2014)
- Rebel (2015)
- The Brotherhood (2017)
- Babylon (2023)

### En solo
- Sacred Groove (1993)
- Will Play for Food (2000)
- Stone House (2001)
- The Lynch That Stole Riffness! (2002)
- Furious George (2004)
- The Lost Anthology (2005)
- Scorpion Tales (2007)
- Guitar Slinger (2007)
- Orchestral Mayhem' (2010)
- Kill All Control (2011)
- Legacy EP (2012)
- Shadow Train (2011)

### avec KXM
- 2014 : KXM
- 2017 : Scatterbrain
- 2019 : Circle of Dolls

### Sweet & Lynch
- 2015 : Only to Rise
- 2017 : Unified

### Lynch/Pilson
- 2003 : Wicked Underground
- 2020 : Heavy Hitters

### The End Machine
- The End Machine (2020)
- Phase 2 (2021)

### T & N
- Slave to the Empire (2012)

### Ultraphonix
- Original Human Music (2018)

### Dirty Shirley
- Dirty Shirley (2020)

### Souls Of We
- Let the Truth Be Known (2008)

### The Banishment
- The Banishment (2021)

### Hear 'n Aid
- Hear 'n Aid (1985)

### Tony MacAlpine
- Maximum Security (1987)